# Straßenradsport-Weltmeisterschaften/Straßenrennen der Juniorinnen
Das Straßenrennen der Juniorinnen ist ein Wettbewerb bei den Straßenradsport-Weltmeisterschaften. Es wurde 1987 eingeführt, zunächst im Rahmen der Junioren-Weltmeisterschaften. Erstmals 1997 und endgültig seit 2011 finden die Junioren-Wettbewerbe gemeinsam mit denen der Elite statt.
Das Straßenrennen der Juniorinnen fand seit 1987 jedes Jahr statt, ausgenommen 2020, als das WM-Programm aufgrund der Corona-Pandemie stark gekürzt wurde. Die Länge des Rennens beträgt in der Regel zwischen 60 und 80 Kilometern.

## Palmarès
| Jahr | Austragungsort                      | Gold                                | Silber                              | Bronze                              |
| ---- | ----------------------------------- | ----------------------------------- | ----------------------------------- | ----------------------------------- |
| 1987 | Bergamo                             | Catherine Marsal                    | Aiga Zagorska                       | Elisabetta Guazzaroni               |
| 1988 | Odense                              | Gitte Hjortflod                     | Esther van Versefeld                | Lotte Schmidt                       |
| 1989 | Moskau                              | Deirdre Demet                       | Jessica Grieco                      | Jelena Netschajewa                  |
| 1990 | Middlesbrough                       | Ina-Yoko Teutenberg                 | Jessica Grieco                      | Daniëlle Overgaag                   |
| 1991 | Colorado Springs                    | Elisabeth Vink                      | Sally Dawes                         | Fabiana Luperini                    |
| 1992 | Olympia                             | Hanka Kupfernagel                   | Élisabeth Chevanne-Brunel           | Marion Brost                        |
| 1993 | Perth                               | Élisabeth Chevanne-Brunel           | Cinzia Faccin                       | Karine Boitier                      |
| 1994 | Quito                               | Diana Žiliūtė                       | Alla Epifanowa                      | Evi Gensheimer                      |
| 1995 | San Marino                          | Andrea Hänni                        | Kerstin Scheitle                    | Lisbeth Simper                      |
| 1996 | Novo mesto                          | Alessandra D’Ettore                 | Oksana Saprykina                    | Martina Corazza                     |
| 1997 | San Sebastián                       | Mirella van Melis                   | Nicole Brändli                      | Sofie Andersson                     |
| 1998 | Valkenburg                          | Tina Liebig                         | Olga Sabelinskaja                   | Natalie Bates                       |
| 1999 | Verona                              | Geneviève Jeanson                   | Trixi Worrack                       | Noemi Cantele                       |
| 2000 | Plouay                              | Nicole Cooke                        | Magdalena Sadłecka                  | Clare Hall-Patch                    |
| 2001 | Lissabon                            | Nicole Cooke                        | Pleuni Möhlmann                     | Maja Włoszczowska                   |
| 2002 | Zolder                              | Suzanne de Goede                    | Claudia Stumpf                      | Monica Holler                       |
| 2003 | Hamilton                            | Loes Markerink                      | Irina Tolmachewa                    | Sabine Fischer                      |
| 2004 | Verona                              | Marianne Vos                        | Marta Bastianelli                   | Ellen van Dijk                      |
| 2005 | Oberwart                            | Mie Bekker Lacota                   | Marianne Vos                        | Rasa Leleivytė                      |
| 2006 | Spa-Francorchamps                   | Rasa Leleivytė                      | Marina Romoli                       | Eleonora Patuzzo                    |
| 2007 | Aguascalientes                      | Eleonora Patuzzo                    | Cherise Taylor                      | Valentina Scandolara                |
| 2008 | Kapstadt                            | Jolien D’hoore                      | Rosella Callovi                     | Hanna Amend                         |
| 2009 | Moskau                              | Rosella Callovi                     | Pauline Ferrand-Prévot              | Susanna Zorzi                       |
| 2010 | Offida                              | Pauline Ferrand-Prévot              | Rossella Ratto                      | Coryn Rivera                        |
| 2011 | Kopenhagen                          | Lucy Garner                         | Jessy Druyts                        | Christina Siggaard                  |
| 2012 | Valkenburg                          | Lucy Garner                         | Eline Brustad                       | Anna Stricker                       |
| 2013 | Florenz                             | Amalie Dideriksen                   | Anastasija Jakowenko                | Olena Demidowa                      |
| 2014 | Ponferrada                          | Amalie Dideriksen                   | Sofia Bertizzolo                    | Agnieszka Skalniak                  |
| 2015 | Richmond                            | Chloé Dygert                        | Emma White                          | Agnieszka Skalniak                  |
| 2016 | Doha                                | Elisa Balsamo                       | Skylar Schneider                    | Susanne Andersen                    |
| 2017 | Bergen                              | Elena Pirrone                       | Emma Norsgaard Jørgensen            | Letizia Paternoster                 |
| 2018 | Innsbruck                           | Laura Stigger                       | Marie Le Net                        | Simone Boilard                      |
| 2019 | Harrogate                           | Megan Jastrab                       | Julie De Wilde                      | Lieke Nooijen                       |
| 2020 | nicht ausgetragen (Corona-Pandemie) | nicht ausgetragen (Corona-Pandemie) | nicht ausgetragen (Corona-Pandemie) | nicht ausgetragen (Corona-Pandemie) |
| 2021 | Leuven                              | Zoe Bäckstedt                       | Kaia Schmid                         | Linda Riedmann                      |
| 2022 | Wollongong                          | Zoe Bäckstedt                       | Églantine Rayer                     | Nienke Vinke                        |
| 2023 | Glasgow                             | Julie Bego                          | Cat Ferguson                        | Fleur Moors                         |
| 2024 | Zürich                              | Cat Ferguson                        | Paula Ostiz                         | Viktória Chladoňová                 |

## Medaillenspiegel
| Platz  | Land               | Gold | Silber | Bronze | Gesamt |
| ------ | ------------------ | ---- | ------ | ------ | ------ |
| 1      | Großbritannien     | 7    | 2      | 0      | 9      |
| 2      | Italien            | 5    | 6      | 9      | 20     |
| 3      | Niederlande        | 5    | 3      | 5      | 13     |
| 4      | Frankreich         | 4    | 4      | 1      | 9      |
| 5      | Dänemark           | 4    | 1      | 3      | 8      |
| 6      | Vereinigte Staaten | 3    | 5      | 1      | 9      |
| 7      | Deutschland        | 3    | 3      | 4      | 10     |
| 8      | Litauen            | 2    | 0      | 1      | 3      |
| 9      | Belgien            | 1    | 2      | 1      | 4      |
| 10     | Schweiz            | 1    | 1      | 0      | 2      |
| 11     | Kanada             | 1    | 0      | 2      | 3      |
| 12     | Österreich         | 1    | 0      | 0      | 1      |
| 13     | Russland           | 0    | 4      | 0      | 4      |
| 14     | Polen              | 0    | 1      | 3      | 4      |
| 15     | Norwegen           | 0    | 1      | 1      | 2      |
| 15     | Sowjetunion        | 0    | 1      | 1      | 2      |
| 15     | Ukraine            | 0    | 1      | 1      | 2      |
| 18     | Spanien            | 0    | 1      | 0      | 1      |
| 18     | Südafrika          | 0    | 1      | 0      | 1      |
| 20     | Schweden           | 0    | 0      | 2      | 2      |
| 21     | Australien         | 0    | 0      | 1      | 1      |
| 21     | Slowakei           | 0    | 0      | 1      | 1      |
| Gesamt | Gesamt             | 37   | 37     | 37     | 111    |